# Lu Pin
Lu Pin (Shanghái, 1972) es una escultora china. Completó su formación en la Academia de Bellas Artes de Varsovia, bajo la tutela del profesor Janusz Pastwa. Diseñadora del Monumento a Frederic Chopin en el parque Zhongshan de Shanghái inaugurada en 2007.